# 八路军129师司令部石板旧址
八路军129师司令部石板旧址，位于山西省长治市武乡县蟠龙镇石板村，是一处山西省文物保护单位。
2021年8月4日，八路军129师司令部石板旧址公布为第六批山西省文物保护单位，年代为1939年，近现代重要史迹及代表性建筑类，编号6-341。